# 扫帚菊
扫帚菊（学名：Aster subulatus）为菊科紫菀属下的一个种。

## 扩展阅读
- 維基物種上的相關：扫帚菊